# Variaciones orbitales

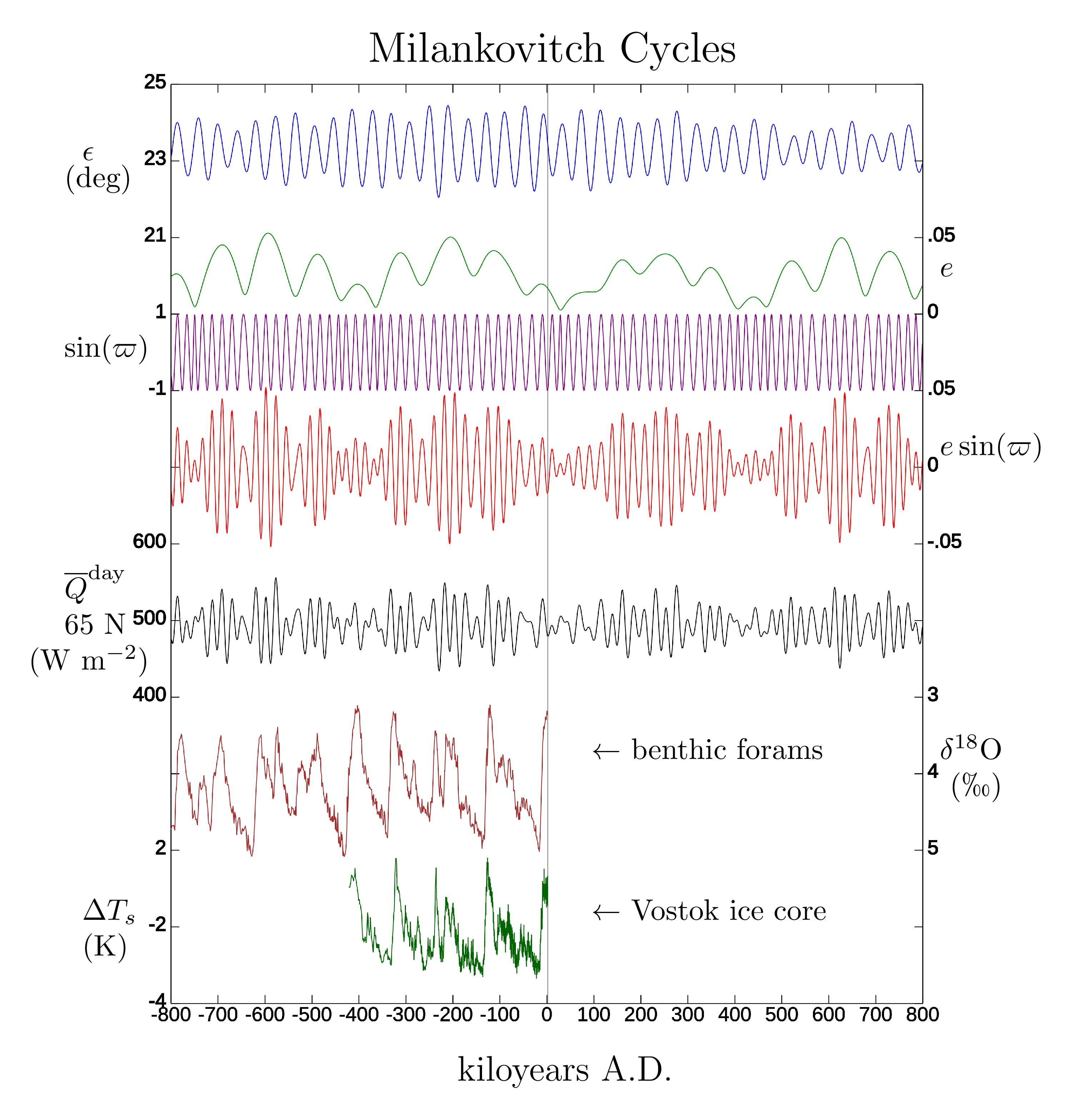
El pasado y futuro de los ciclos de Milanković ayuda a comprender la predicción de los parámetros orbitales pasados y futuros con gran precisión. La figura muestra variaciones en los elementos orbitales, como la Oblicuidad (Inclinación orbital), la Excentricidad, la Longitud del periastro y el Índice de precesión equinoccial, el cual, junto a la oblicuidad, controla el ciclo estacional de la insolación.
Así mismo, aparece la cantidad de insolación calculada diariamente en la zona superior de la atmósfera durante el solsticio de verano a un nivel de latitud de 65º N.
Aparecen dos niveles diferentes para el nivel del mar y la temperatura oceánica, ambos obtenidos de los sedimentos marinos y del hielo de la Antártida, extraídos de los depósitos bentónicos y del núcleo del hielo en la base antártica rusa de Vostok.
La línea gris vertical muestra las condiciones actuales hacia el 2000 D.C.

Las variaciones orbitales o ciclos de  Milanković describen los efectos conjuntos que los cambios en los movimientos de la Tierra provocan en el clima a lo largo de miles de años. El término fue acuñado tras los estudios realizados por el astrónomo y geofísico serbio Milutin Milanković. En la década de 1920, teorizó que las variaciones resultantes provocaban cambios cíclicos en la radiación solar que llega a la superficie terrestre y que ello influía considerablemente en los patrones de los cambios climáticos sobre la Tierra. 
Algunas teorías astronómicas similares habían sido anticipadas durante el siglo XIX por Joseph Adhemar, James Croll y otros, pero su verificación era compleja debido a la ausencia de datos fósiles relevantes y porque tampoco estaba claro qué períodos fueron importantes en el pasado para comprobarlo.
En la actualidad, los materiales geológicos sobre la superficie de la Tierra que no han cambiado durante miles de años están siendo estudiados por los especialistas para averiguar los cambios en la climatología terrestre. Pese a que muchos de ellos son consistentes con la hipótesis de las teorías de Milankovitch, hay un conjunto de los mismos que las hipótesis predecibles no son capaces de explicar.

## Movimientos de la Tierra
La rotación de la Tierra alrededor de su propio eje y su traslación alrededor del Sol son perturbados a lo largo del tiempo por otros cuerpos astronómicos presentes en el sistema solar. Dichas variaciones son de una gran complejidad, pero unos pocos ciclos concretos dominan sobre otros.
La órbita terrestre varía desde un modelo casi circular a otro casi elíptico, de forma que su excentricidad cambia. Cuando la órbita es más elongada, hay más distancia entre la Tierra y el Sol y el conjunto global de la radiación solar cambia en diferentes momentos del año. Además, la inclinación de la Tierra (su oblicuidad) varía ligeramente. Una gran inclinación provoca estaciones más extremas a nivel climático. Finalmente, la dirección a la que apunta el eje de rotación terrestre también cambia con el tiempo (la denominada Precesión de los equinoccios) mientras la órbita elíptica alrededor del Sol gira a lo largo de tiempo. El efecto combinado de ambas da lugar a que la mayor o menor proximidad al Sol varíe durante las diferentes estaciones a lo largo del tiempo. 
Milanković estudió los cambios en dichos movimientos de la Tierra, los cuales provocan alteraciones en la cantidad de radiación solar que llega a su superficie. Este fenómeno es conocido como forzamiento radiativo. Milanković hizo un énfasis especial en los cambios experimentados sobre los 65º de latitud norte debido a la gran cantidad de superficie terrestre emergida a esa latitud. Grandes masas de tierra continental cambian la temperatura más rápidamente que en los océanos, debido a que en las grandes masas de agua el intercambio entre la superficie y las grandes profundidades líquidas retrasan el calentamiento o enfriamiento de la superficie, al margen de que la superficie terrestre tiene menos capacidad de calentamiento volumétrico que los océanos. 

### Forma orbital (excentricidad)
La órbita de traslación de la Tierra se aproxima prácticamente a una elipse. La excentricidad orbital mide la diferencia de dicha elipse respecto a un círculo perfecto. El tipo de órbita de la Tierra varía entre una forma casi circular (con su menor excentricidad de 0,000055) y otra medio elíptica (excentricidad más alta de  0,0679) Su excentricidad media principal es de 0,0019. El principal cambio de dichas variaciones ocurre en un período de aproximadamente 413 000 años (con una variación de la excentricidad de ±0,012). Otros cambios se producen con una secuencia de ciclos de 95 000 y 125 000 años (con un ritmo cíclico de 400 000). Dichos movimientos se combinan entre sí con variaciones de −0,03 a +0,02. La excentricidad actual es de 0,017 y está decreciendo.
La excentricidad varía fundamentalmente debido al empuje gravitacional de Júpiter y Saturno. Sin embargo, el semieje mayor de la órbita de la elipse permanece inalterado, aunque de acuerdo con la teoría astronómica de la perturbación que registra la evolución de la misma, dicho eje es una invariante adiabática. El período orbital (la longitud del año sideral) tampoco ha cambiado, debido a que, según la tercera Ley del movimiento planetario de Kepler, ésta se halla determinada por el semieje orbital mayor. 

#### Efectos sobre la temperatura
La longitud del semieje mayor es una constante. Por lo tanto, cuando la órbita de la Tierra llega a ser más excéntrica, el semieje menor se acorta. Esto provoca el aumento de la magnitud de los cambios estacionales.
El relativo aumento de la radiación solar en su aproximación más cercana al Sol (perihelio) comparado con la irradiación a la mayor distancia de la Tierra respecto al Sol (afelio) es ligeramente mayor en cuatro veces la excentricidad total. Para la excentricidad actual de la Tierra, la radiación solar entrante varía en torno al 6,8%, mientras que la distancia entre el Sol y la Tierra es tan solo del 3,4% (5,1 millones de km). Actualmente, el perihelio coincide aproximadamente con el 3 de enero, mientras que el afelio sucede en torno al 4 de julio. Cuando la órbita está en su punto más excéntrico, la cantidad de radiación solar en el perihelio puede llegar a ser un 23% mayor que en el afelio. Por lo tanto, la excentricidad terrestre es siempre tan pequeña que la variación en la cantidad de radiación solar es un factor menor en la variación de los cambios estacionales comparada con la inclinación axial del eje e incluso con el calentamiento que se produce sobre las grandes masas continentales del hemisferio norte.

#### Efecto en la duración de las estaciones
| Año  | Hemisferio norte        | Hemisferio sur          | Fecha y hora (GMT)            | Duración de la estación |
| ---- | ----------------------- | ----------------------- | ----------------------------- | ----------------------- |
| 2005 | Solsticio de invierno   | Solsticio de verano     | 21 de diciembre de 2005 18:35 | 88,99 días              |
| 2006 | Equinoccio de primavera | Equinoccio de otoño     | 20 de marzo de 2006 18:26     | 92,75 días              |
| 2006 | Solsticio de verano     | Solsticio de invierno   | 21 de junio de 2006 12:26     | 93,65 días              |
| 2006 | Equinoccio de otoño     | Equinoccio de primavera | 23 de septiembre de 2006 4:03 | 89,85 días              |
| 2006 | Solsticio de invierno   | Solsticio de verano     | 22 de diciembre de 2006 0:22  | 88,99 días              |
| 2007 | Equinoccio de primavera | Equinoccio de otoño     | 21 de marzo de 2007 0:07      | 92,75 días              |
| 2007 | Solsticio de verano     | Solsticio de invierno   | 21 de junio de 2007 18:06     | 93,66 días              |
| 2007 | Equinoccio de otoño     | Equinoccio de primavera | 23 de septiembre de 2007 9:51 | 89,85 días              |
| 2007 | Solsticio de invierno   | Solsticio de verano     | 22 de diciembre de 2007 06:08 |                         |

Las estaciones son cuadrantes de la órbita terrestre separados por los dos solsticios y los dos equinoccios. La segunda Ley del movimiento planetario de Kepler determina que un cuerpo en órbita traza áreas de igual tamaño en tiempos idénticos; aunque su velocidad orbital es mayor durante el perihelio que durante el afelio, cuando ésta disminuye por efecto de una menor gravedad. La Tierra pasa menos cantidad de tiempo cerca del perihelio y más tiempo cerca del afelio. Esto se traduce en que la longitud de las estaciones varía.
El perihelio tiene lugar aproximadamente el 3 de enero, de tal manera que la mayor velocidad de la Tierra acorta el invierno y el otoño en el hemisferio norte. El verano del hemisferio norte es 4,66 días mayor que el invierno y la primavera 2,9 días más larga que el otoño. 
La mayor excentricidad aumenta la variación de la velocidad orbital de la Tierra. Por lo tanto, la órbita terrestre está convirtiéndose en menos excéntrica (más cercana a la forma circular). Esto provoca a la larga que las estaciones sean más similares en duración.

### Inclinación axial (oblicuidad)

De 22,1 a 24,5° Rango de oblicuidad terrestre

El ángulo de la inclinación del eje axial de la Tierra respecto al plano orbital (la oblicuidad de la eclíptica) varía de 22,1° a 24,5° en un ciclo aproximado de 41 000 años. La inclinación actual es de 23,44°, aproximadamente un término medio entre los dos valores extremos. La inclinación alcanzó su máximo el año 8.700 A.C. Actualmente, se encuentra en fase decreciente de su ciclo y alcanzará su mínimo el año 11.800 de nuestra era actual.
La inclinación más alta incrementa la amplitud del ciclo estacional en su cantidad de insolación, proveyendo más cuantía de radiación solar en cada hemisferio durante el verano y menos durante el invierno. Por lo tanto, estos efectos no son uniformes en la superficie terrestre. Mayores inclinaciones del eje aumentan la radiación solar total a altas latitudes y disminuyen las mismas cuanto más próximas se encuentran al Ecuador. 
La tendencia actual a la disminución por sí misma de la inclinación da lugar a estaciones menos extremas con inviernos más cálidos y veranos más fríos así como una tendencia al enfriamiento general. Debido a que la mayor parte de la nieve y el hielo del planeta se encuentran en latitudes altas sobre superficie terrestre emergida, la inclinación decreciente podría provocar el inicio de una edad de hielo por dos razones: hay menos insolación total en verano y también menos insolación en latitudes más altas, que derretiría menos la nieve y el hielo del invierno anterior.

### Precesión axial

Movimiento de la precesión equinoccial

La precesión axial o precesión equinoccial es la tendencia al cambio de la dirección del eje de rotación de la Tierra con respecto a las estrellas fijas en un giro con un período de 25 771,5 años. Este movimiento significa que durante un tiempo la Polar ya no será la estrella polar del hemisferio norte. Este movimiento está causado por las fuerzas de marea ejercidas por el Sol y la Luna sobre la Tierra y ambas contribuyen aproximadamente por igual a la generación de este efecto.
Actualmente, el perihelio tiene lugar durante el verano del hemisferio sur. Esto significa que la radiación solar debida a (A) la inclinación axial apuntando el hemisferio sur hacia el Sol y (B) la proximidad de la Tierra al Sol, alcanzan ambos su máximo durante el verano y llegan a un mínimo durante el invierno. Sus efectos sobre el calentamiento son aditivos, lo que significa que la variación estacional en la irradiación del hemisferio sur es más extrema. En el hemisferio norte, estos dos factores alcanzan su máximo en épocas opuestas del año: el norte está inclinado hacia el Sol cuando la Tierra está más alejada de éste. Las dos fuerzas trabajan en direcciones opuestas, lo que resulta en una variación menos extrema.
En unos 13 000 años, el polo norte se inclinará hacia el Sol cuando la Tierra esté en el perihelio. La inclinación axial y la excentricidad orbital contribuirán a su aumento máximo de radiación solar durante el verano del hemisferio norte. La precesión axial promoverá una variación más extrema en la irradiación del hemisferio norte y una variación menos extrema en el sur.
Cuando el eje de la Tierra está alineado de manera tal que el afelio y el perihelio ocurran cerca de los equinoccios, la inclinación axial no estará alineada con o contra la excentricidad.

### Precesión apsidal

Los planetas que orbitan alrededor del Sol siguen órbitas elípticas (ovaladas) que giran gradualmente a lo largo del tiempo (precesión apsidal). La excentricidad de esta elipse es exagerada para la visualización. La mayoría de las órbitas en el Sistema Solar tienen una excentricidad mucho más pequeña, lo que las hace casi circulares.

Además, la elipse orbital en sí misma precede en el espacio, de manera irregular, completando un ciclo cada 112 000 años en relación con las estrellas fijas. La precesión apsidal ocurre en el plano de la eclíptica y altera la orientación de la órbita de la Tierra en relación con la eclíptica. Esto sucede principalmente como resultado de las interacciones con Júpiter y Saturno. Pequeñas alteraciones son también causadas por el achatamiento del sol y por los efectos de la relatividad general que son bien conocidos gracias al planeta Mercurio.
La precesión apsidal se combina con el ciclo de 25 771,5 años de precesión axial (ver  arriba) para variar la posición durante el año en que la Tierra alcanza el perihelio. La precesión apsidal acorta este período a 23 000 años de promedio (variando entre 20 800 y 29 000 años).

Efectos de la precesión en las estaciones (usando los valores del Hemisferio Norte).

A medida que cambia la orientación de la órbita de la Tierra, cada estación comenzará más pronto gradualmente cada año. La precesión significa que el movimiento no uniforme de la Tierra afectará a las diferentes estaciones del año. El invierno, por ejemplo, estará en una sección diferente de la órbita. Cuando los ápsides de la Tierra estén alineados con los equinoccios, la longitud de la primavera y el verano combinados será igual a la del otoño y el invierno. Cuando están alineados con los solsticios, la diferencia en la duración de estas estaciones será mayor.

### Inclinación orbital
La inclinación de la órbita de la Tierra se desplaza hacia arriba y hacia abajo en relación con su órbita actual. Este movimiento tridimensional se conoce como "precesión de la eclíptica" o "precesión planetaria". La inclinación actual de la Tierra es de 1,57°.
Milankovitch no estudió la precesión apsidal. Fue descubierta más recientemente y se calcula que tiene un período de 70 000 años en relación con la órbita de la Tierra.
Sin embargo, cuando se mide independientemente de la órbita de la Tierra, pero relativa al plano invariable (el plano que representa el momento angular del Sistema Solar, aproximadamente el plano orbital de Júpiter), la precesión tiene un período de aproximadamente 100 000 años. Este período es muy similar al período de excentricidad de 100.000 años. Ambos períodos coinciden estrechamente con el patrón de ciclos de glaciaciones cada 100 000 años.

## Problemas

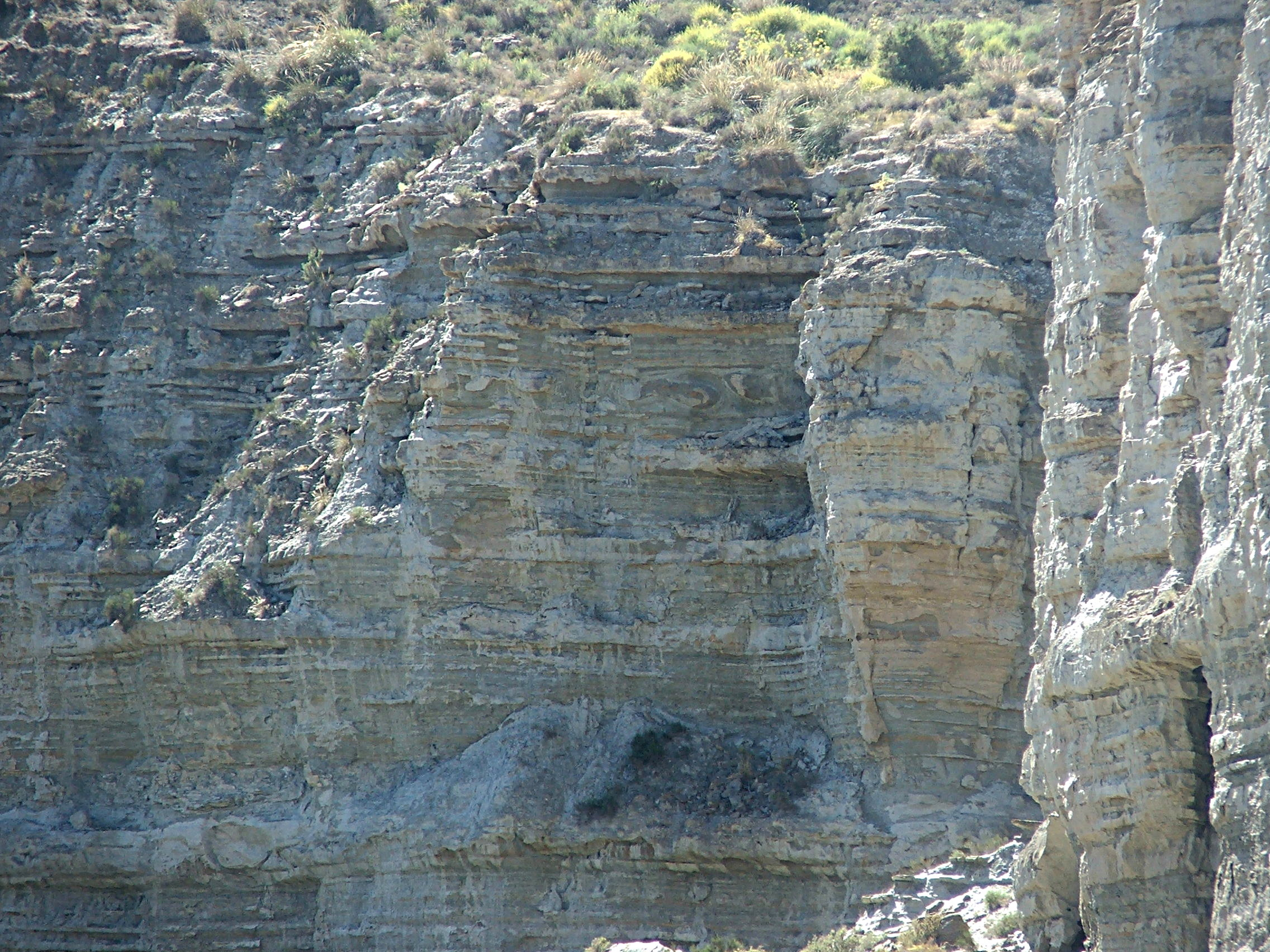
La naturaleza de los sedimentos puede variar cíclicamente y estos ciclos pueden mostrarse en el registro sedimentario. Aquí, se pueden observar ciclos en la coloración y la resistencia de diferentes estratos.

Muestras tomadas en los sedimentos de la Tierra han sido estudiadas sistemáticamente para inferir los ciclos climáticos del pasado. Un estudio de la cronología de los núcleos de hielo antártico usando relaciones oxígeno-nitrógeno en burbujas atrapadas en el hielo, que parecen responder directamente a la insolación local, concluyó que la respuesta climática documentada en los núcleos de hielo fue inducida por la insolación del hemisferio norte tal como se propuso por la hipótesis de Milankovitch. Análisis de los depósitos sedimentarios en grandes profundidades del océano realizados por Hays, Imbrie, y Shackleton han proporcionando una validez adicional a las teorías de Milankovitch gracias a la obtención de muestras físicas concretas.
Estos estudios encajan tan bien con los períodos orbitales que respaldan la teorías de Milankovitch de que las variaciones en la órbita de la Tierra influyen en el clima. Sin embargo, el patrón no es perfecto y los problemas siguen sin reconciliar el conjunto de todas las teorías con las observaciones.

### El problema de los 100 000 años
De todos los ciclos orbitales, Milankovitch creía que la oblicuidad tenía el mayor efecto sobre el clima, y que lo hacía variando la insolación del verano en las altas latitudes del norte. Por lo tanto, dedujo un período de 41 000 años para las grandes glaciaciones. Sin embargo, investigaciones posteriores han demostrado que los ciclos de la edad del hielo de la glaciación cuaternaria durante el último millón de años están en consonancia con un período de 100 000 años, que coincide mucho mejor con el ciclo de excentricidad.
Han sido propuestas varias explicaciones para esta discrepancia, incluyendo la modulación de la frecuencia o a varias reacciones (desde el dióxido de carbono, a los rayos cósmicos, o a partir de la dinámica de la capa de hielo).
Algunos modelos pueden reproducir los ciclos de 100 000 años como resultado de interacciones no lineales entre pequeños cambios en la órbita de la Tierra y las oscilaciones internas del sistema climático.
Jung-Eun Lee, profesor en la Brown University, propone que la precesión cambia la cantidad de energía que absorbe la Tierra, porque la mayor capacidad del hemisferio sur para producir hielo marino refleja hacia el espacio más energía procedente de la Tierra. Además, Lee sostiene que: "La precesión sólo tiene importancia cuando la excentricidad es grande. Por ese motivo vemos un ritmo más intenso de 100 000 años que un ritmo de 21 000".
Algunos han argumentado que la longitud del registro climático es insuficiente para establecer una relación estadísticamente significativa entre el clima y las variaciones de excentricidad.

### El problema de la Transición

Variaciones de ciclo, curvas determinadas a partir de sedimentos oceánicos

De hecho, desde un período comprendido entre 1 y 3 millones de años atrás, los ciclos climáticos coincidían con el ciclo de 41 000 años en relación con la oblicuidad. Sin embargo, hace 1 millón de años se produjo un cambio de ciclos a 100 000 debido al efecto de la excentricidad. Es lo que se denomina la transición del pleistoceno medio o MPT. Aunque recientemente se descubrió que el ciclo de 41.000 no desaparecía y aparecía el de 100.000, sino que el de 41.000 seguía sucediendo pero estaba eclipasado por el de 100.000 y por eso en el registro geológico sólo aparece el de 100.000.

### Problema clave no resuelto
Incluso los registros climáticos bien datados del último millón de años no coinciden exactamente con la forma de la curva de excentricidad. La excentricidad tiene ciclos de 95 000 y 125 000 años. Sin embargo, algunos investigadores dicen que los registros no muestran estos picos, dado que solo aparecen realmente los ciclos de 100 000 años.

### Problema de la 5.ª etapa
Las muestras de núcleos de isótopos tomadas en aguas profundas muestran que el intervalo interglacial conocido como isótopo marino de estadio 5.º comenzó hace 130 000 años, o sea, 10 000 años antes del impulso solar que predice la hipótesis de Milankovitch. (Esto también se conoce como el "problema de causalidad" porque el efecto precede a la causa putativa).

### El efecto excede la causa

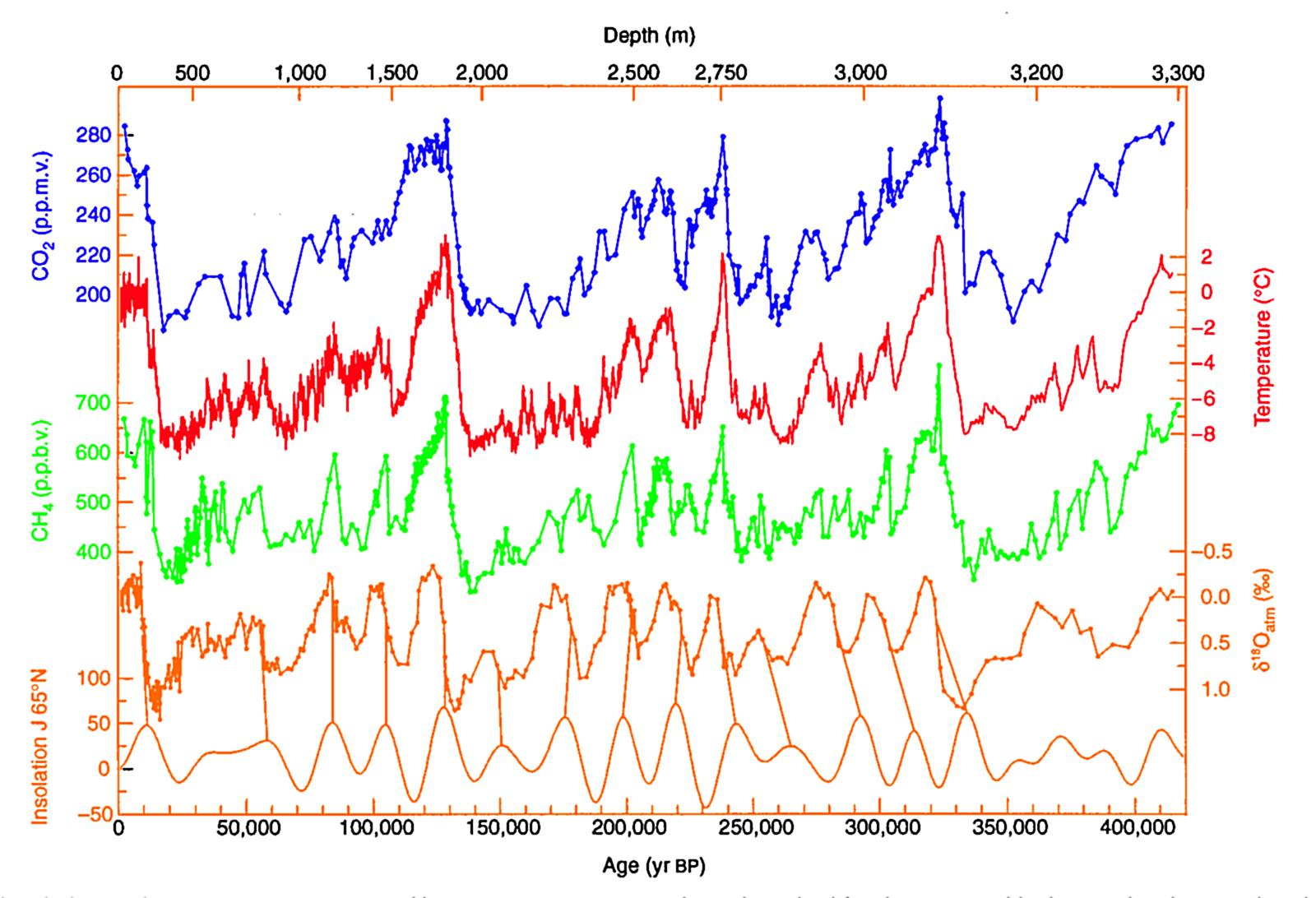
420 000 años de datos del núcleo de hielo de la estación de investigación Vostok, Antártida

Los registros muestran que la variación en el clima de la Tierra es mucho más extrema que la variación en la intensidad de la radiación solar calculada a medida que la órbita de la Tierra evoluciona. Si el cambio orbital causa el cambio climático, la ciencia necesita explicar por qué el efecto observado se amplifica en comparación con el efecto teórico.
Algunos sistemas climáticos teorizan una amplificación (feedback positivo) y respuestas de amortiguación (feedback negativo). Un ejemplo de amplificación sería si con las masas de tierra alrededor de 65° de latitud norte cubiertas de hielo durante todo el año, la energía solar terminaría por reflejarse en su mayor parte hacia el espacio. Dicha amplificación significaría que una edad de hielo induce cambios terrestres que impiden que el cambio orbital termine por sí mismo dicha etapa de forma natural.
La inclinación orbital actual de la Tierra es de 1,57° (ver  arriba). La Tierra se mueve actualmente a través del plano invariable alrededor del 9 de enero y del 9 de julio. En dichos instantes concretos hay un aumento en el número de meteoritos y de las nubes noctilucentes. Si esto se debe a que hay un disco de polvo y desechos en el plano invariable, cuando la inclinación orbital de la Tierra esté cerca de 0° y orbite a través de este polvo, los materiales podrían acumularse en la atmósfera. Este proceso podría explicar la estrechez del ciclo climático de 100 000 años.

## Condiciones presentes y futuras

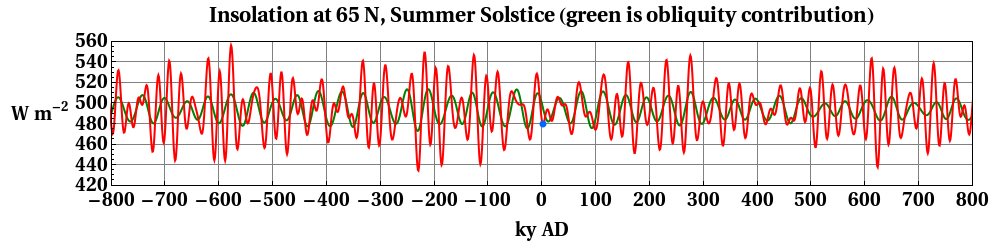
Pasado y futuro de la insolación promedio diaria en la parte superior de la atmósfera el día del solsticio de verano, a 65º de latitud Norte. La curva verde tiene la excentricidad e hipotéticamente configurada en 0. La curva roja usa el valor real (pronosticado) de e. El punto azul está situado en torno al año 2000 d. C.

Dado que las variaciones orbitales son predecibles, cualquier modelo que relacione las variaciones orbitales con el clima se puede avanzar hacia delante para predecir el clima futuro.
Un modelo orbital de 1980, a menudo citado por Imbrie, predijo "que la tendencia de enfriamiento a largo plazo que comenzó hace unos 6000 años atrás continuará durante los próximos 23 000 años". Un trabajo más reciente sugiere que las variaciones orbitales deberían aumentar la insolación estival en el área de los 65° N durante los próximos 25 000 años. La órbita de la Tierra se volverá menos excéntrica durante los próximos 100 000 años, por lo que los cambios en la insolación estarán dominados por los cambios en la oblicuidad, y no deberían disminuir lo suficiente como para causar una edad de hielo en los próximos 50 000 años.
Sin embargo, el mecanismo por el cual el cambio orbital influye en el clima no se entiende bien ni es concluyente: la Tierra no es homogénea. Milankovitch no relacionó las edades de hielo de la Tierra con la cantidad total de radiación solar (insolación) que llega a la Tierra, sino a causa de la insolación particular que se recibe en verano a 65° de latitud norte, debido a la relativa facilidad de calentamiento de las grandes masas terrestres del hemisferio norte. Estudios posteriores han sugerido que la radiación solar impactando sobre el hielo depositado sobre esas grandes masas terrestres simplemente se reflejaría en su mayor parte.
1. La Tierra no está inerte. La geología afecta el clima, no solo por el calor del núcleo de la Tierra, sino también por los cambios en la atmósfera causados por las erupciones volcánicas. Incluso la disposición de las masas de tierra y de las plataformas de hielo cambian con el tiempo debido a la deriva continental.
2. La floreciente actividad industrial de la humanidad puede afectar al clima contribuyendo (Impacto humano en el medio ambiente) con efectos no previstos por los modelos orbitales. Muchos estudios han concluido que los aumentos detectables de gases de efecto invernadero en los siglos XX y XXI atraparían energía infrarroja dando como resultado un clima más cálido. Una teoría anterior determinaba que la contaminación industrial de partículas de la atmósfera bloquearía la radiación solar y provocaría un enfriamiento global.
3. El artículo Futuro de la Tierra presenta una variedad de eventos infrecuentes, como colisiones de cuerpos dentro del sistema solar y encuentros con astros fuera del sistema solar, con el potencial de hacer que el clima pasado o futuro se desvíe del modelo matemático orbital predeterminado.

## Efectos más allá de la Tierra
Otros cuerpos del Sistema Solar experimentan efectos geológicos asociados con fluctuaciones orbitales como los ciclos de Milankovitch, aunque no tan intensos o complejos como los de la Tierra. Estos ciclos causan el movimiento de elementos en estado sólido:

### Marte
Marte no tiene una luna lo suficientemente grande para estabilizar su oblicuidad, que ha variado de 10 a 70 grados. Esto explicaría las observaciones recientes de su superficie en comparación con la evidencia de diferentes condiciones de su pasado, como la extensión de sus casquetes polares.

### Saturno
La luna de Saturno  Titán tiene un ciclo de aproximadamente 60 000 años que cambia la ubicación de sus lagos de metano.

### Neptuno
La luna de Neptuno Tritón tiene una variación similar a Titán con respecto a la migración de sus depósitos sólidos de nitrógeno a lo largo de grandes períodos de tiempo.

### Exoplanetas
Los científicos que usan modelos computarizados para estudiar las inclinaciones axiales extremas han llegado a la conclusión de que una oblicuidad elevada en otros planetas provocaría extremos climáticos que amenazarían posibles tipos de vida similares a la Tierra. Señalaron que un tipo de oblicuidad alta probablemente no esterilizaría la vida de un planeta por completo, pero dificultaría sustancialmente modelos de vida similares al terrestre, al menos aquellos que son de sangre caliente, como los mamíferos y aves. Aunque la oblicuidad que estudiaron es más extrema que la que la Tierra nunca ha experimentado, hay escenarios hipotéticos dentro de 1,5 a 4,5 mil millones de años a partir de ahora, a medida que el efecto estabilizador de la Luna disminuye, donde la oblicuidad podría perder su escaso rango actual y los polos podrían apuntar casi directamente hacia el Sol.